# Phá lấu

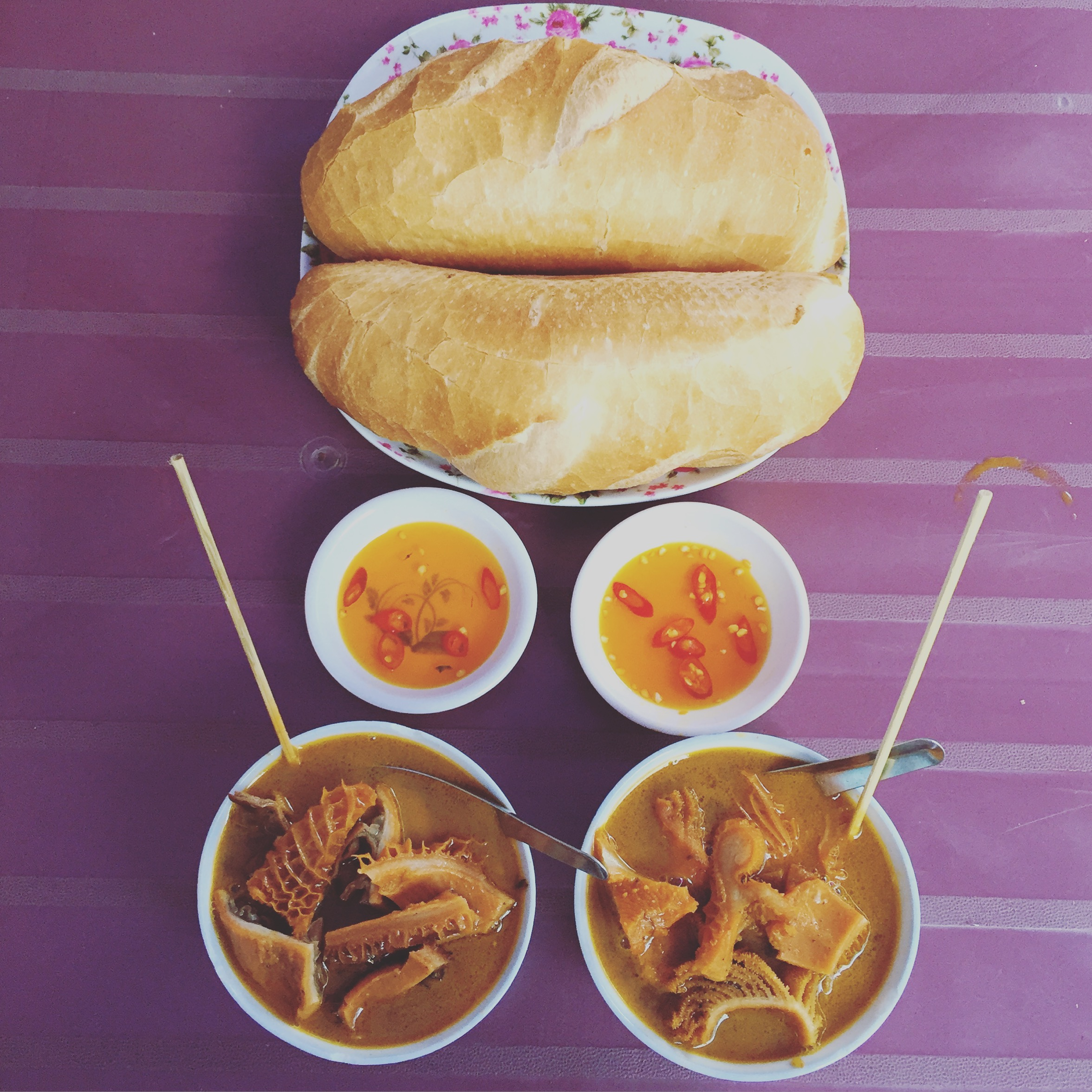
Hai phần phá lấu kèm bánh mì.

Phá lấu (tiếng Trung: 拍滷; Bạch thoại tự: phah-ló̍) là một món ăn khá quen thuộc xuất xứ Trung Quốc ở các tỉnh thành miền Nam Việt Nam, đặc biệt là ở Sài Gòn. Phá lấu được làm từ lưỡi, tai, ruột cho đến bao tử của heo, bò hay vịt. Phá lấu thường được ăn kèm với bánh mì, cơm, cháo...